# Ca l'Esteve Andreu
Ca l'Esteve Andreu és una obra d'Alcover (Alt Camp) inclosa a l'Inventari del Patrimoni Arquitectònic de Catalunya.

## Descripció
Edifici entre mitgeres, de planta baixa i dos pisos. És un element remarcable la porta d'accés de grans dimensions, allindada, amb dovelles de pedra. Al centre de la llinda apareix la inscripció de la data i el cognom del primer propietari. Hi ha finestres rectangulars amb ampit sobresortit al primer pis. Les del segon són també rectangulars, però més petites. La cornisa ha estat molt modificada.

## Història
La casa va ser bastida l'any 1661. Al Butlletí...p. 16, apareix la frase següent: "...'Montparler', apellido del propietario de la casa núm. 3 de la calle de la Estela, construïda en 1561, como indican unas cifras en otra parte del dintel -consta en el amirallamiento de 1604 (fol.193)". D'acord amb aquesta inscripció que figura a la llinda de la porta d'accés. L'anagrama fa referència al cognom "Montparler", que correspon al propietari que la va fer construir.